# Czuwaska Autonomiczna Socjalistyczna Republika Radziecka
Czuwaska Autonomiczna Socjalistyczna Republika Radziecka, Czuwaska ASRR – republika autonomiczna w Związku Radzieckim, wchodząca w skład Rosyjskiej Federacyjnej Socjalistycznej Republiki Radzieckiej.
Autonomia Czuwaszów (Czuwaski Obwód Autonomiczny) została utworzona 14 lipca 1920 r., a status republiki autonomicznej uzyskała 21 kwietnia 1925 r. Czuwaska ASRR została zlikwidowana w 1990 r. na fali zmian związanych z rozpadem ZSRR. Jej prawną kontynuacją jest rosyjska Republika Czuwaska.
 Informacje n.t. położenia, gospodarki, historii, ludności itd. Czuwaskiej Autonomicznej Socjalistycznej Republiki Radzieckiej znajdują się w: artykule poświęconym Republice Czuwaszji, jak obecnie nazywa się ta rosyjska jednostka polityczno-administracyjna